# فیت فینلی
فیت فینلی (انگلیسی: Fit Finlay؛ زادهٔ ۳۱ ژانویهٔ ۱۹۵۸) کشتی‌گیر کشتی حرفه‌ای اهل بریتانیا است. او مربی کشتی گیرهایی همچون تریش استراتوس، توری ویلسون، دوقلوهای بلا، بکی لینچ، شارلوت فلر و خیلی از کشتی‌گیرهای حرفه ای بوده است.